# Nhựa nhiệt dẻo
Nhựa nhiệt dẻo (Thermoplastic Resin) là một loại nhựa chảy mềm thành chất lỏng dưới tác dụng của nhiệt độ cao và đóng rắn lại khi làm nguội. Nhựa nhiệt dẻo có hơn 40 loại, xenlulo được phát hiện lần đầu tiên vào giữa những năm 1800 và đến giữa những năm 1900 thì nhựa nhiệt dẻo được sử dụng rộng rãi.
Nhựa nhiệt dẻo gồm nhiều chuỗi phân tử liên kết với nhau bằng các liên kết Van der Waals yếu, liên kết hiđrô, tương tác giữa các nhóm phân cực và cả sự xếp chồng của các vòng thơm.

## Phân loại

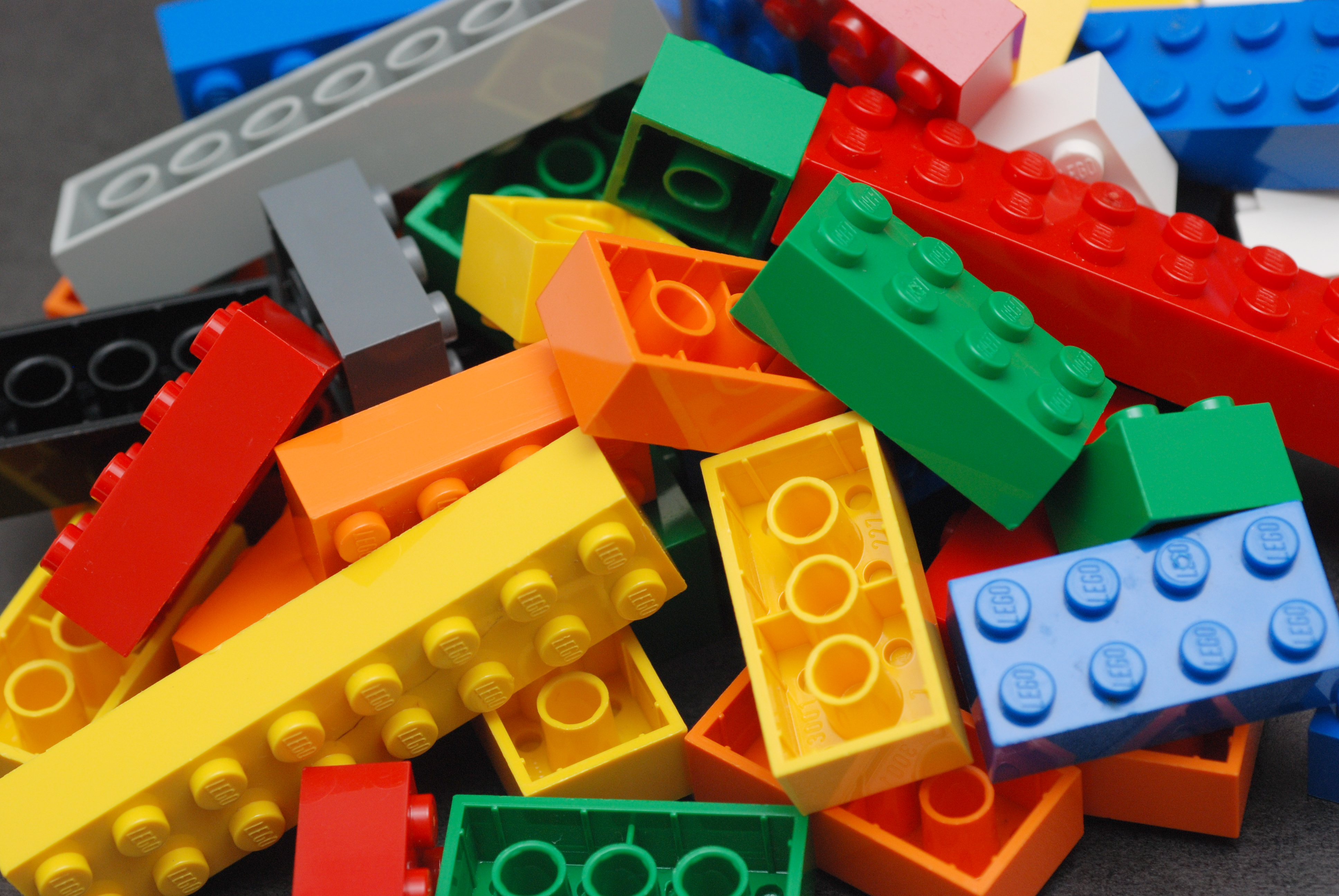
Lego làm từ nhựa nhiệt dẻo

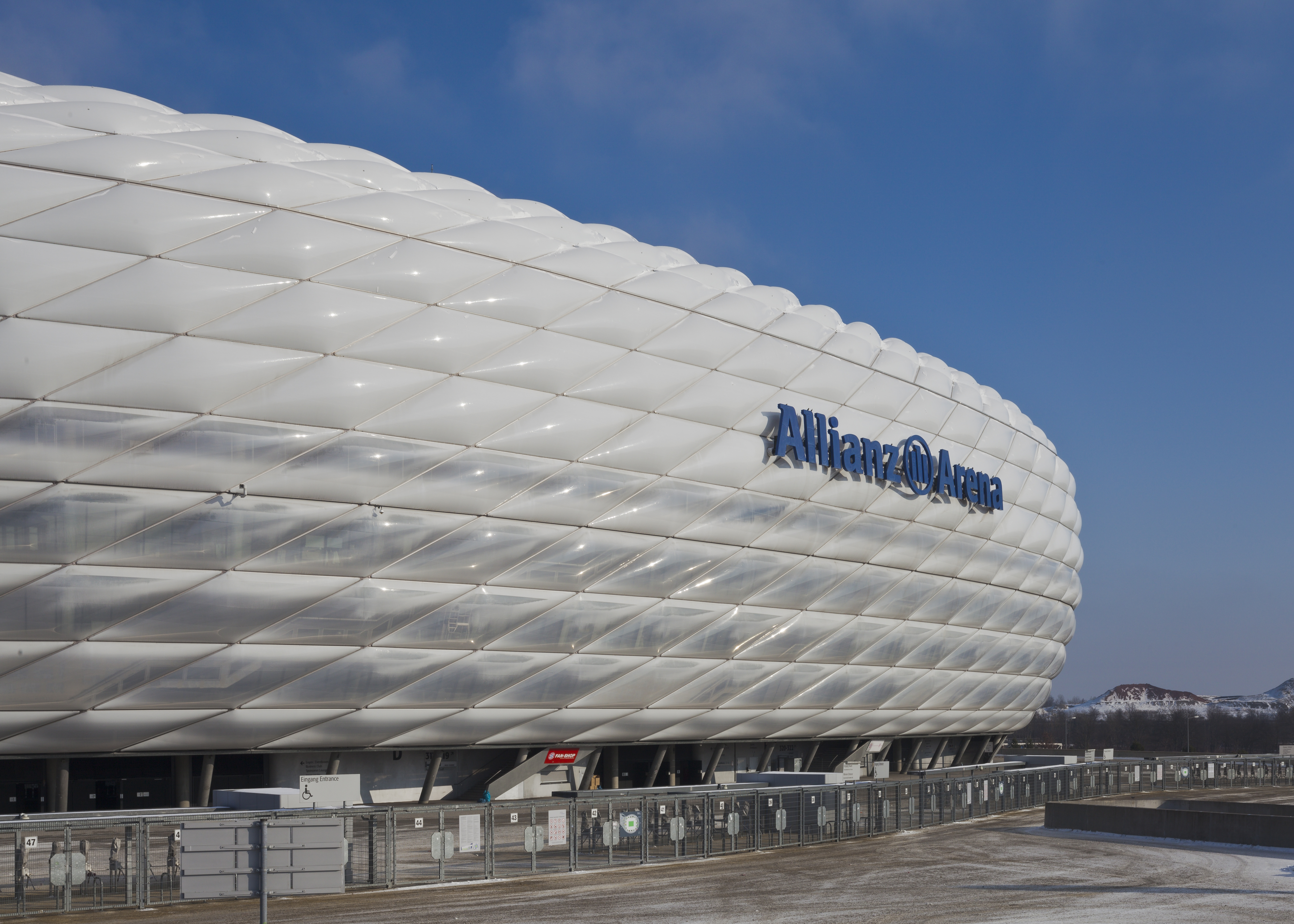
Mặt tiền Allianz Arena, München làm bằng Ethylene tetrafluoroethylene (ETFE), nhựa dẻo dựa trên Flo

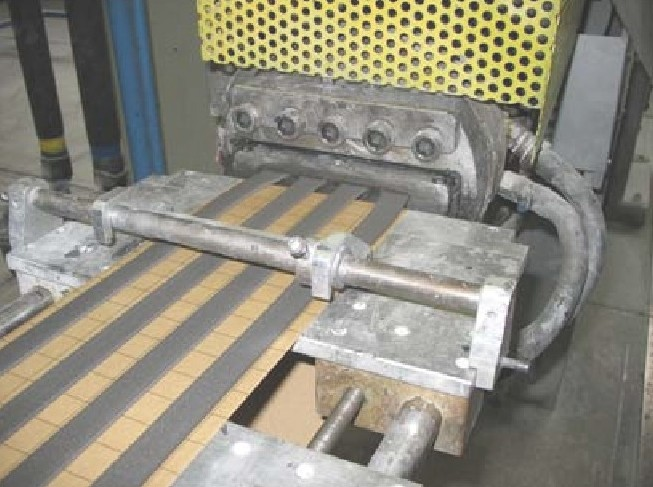
Ép đùn nhựa Polyme

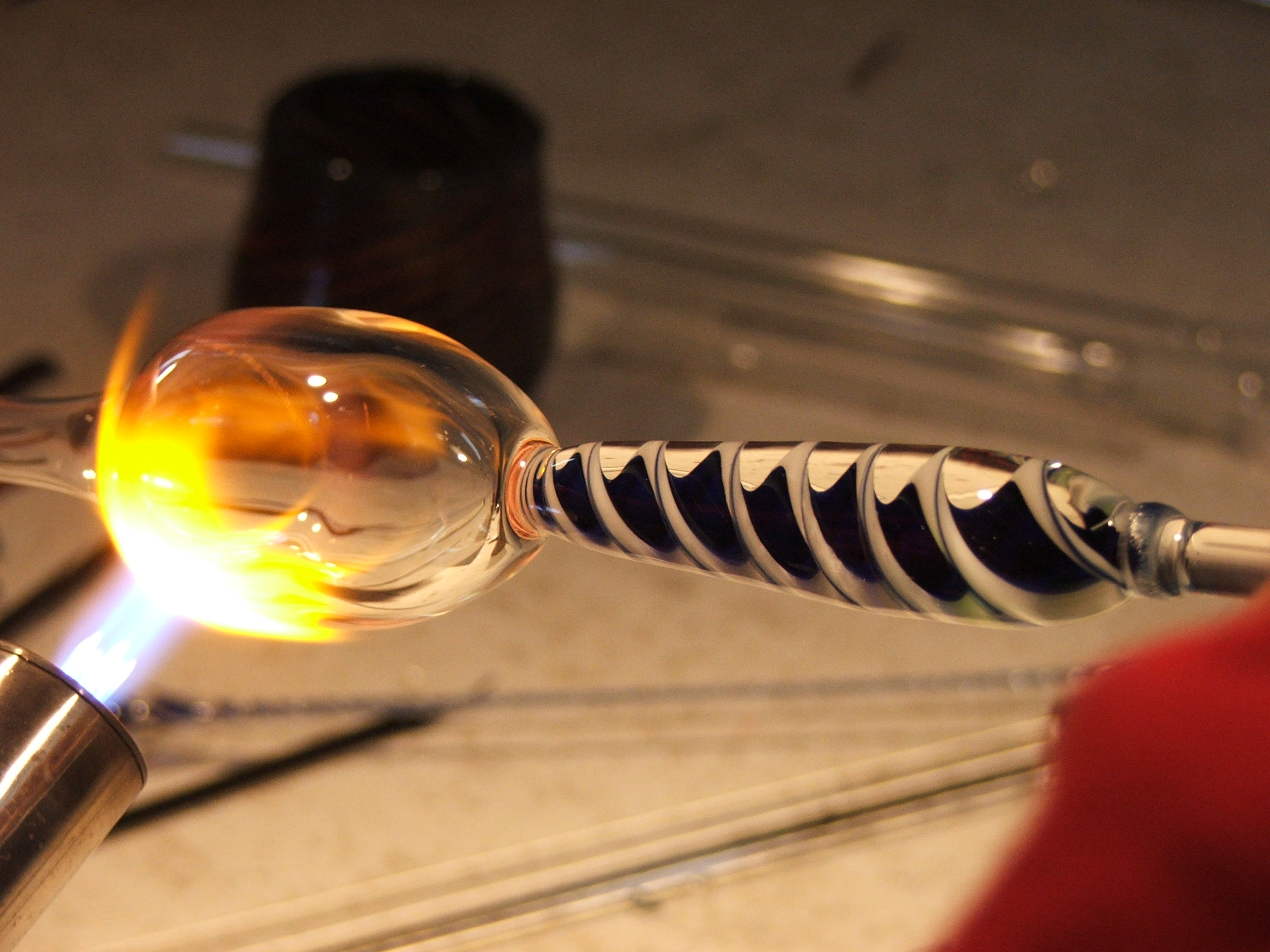
Thổi thủy tinh từ dạng rắn sang dạng lỏng ở nhiệt độ trùng ngay điểm chuyển dịch lỏng-rắn

### Nhựa thông dụng
Nhựa nhiệt dẻo thông dụng được phân thành các họ với các tính chất đặc trưng.

#### Họ Petroleum Hydrocarbon
- Nhựa C5
- Nhựa C9

#### Họ Olefin
- Polyetylen (PE)
- Polymetylpenten (PMP)
- Polypropylen (PP)
- Polybutyl (PB)
- Polyizobutylen (PIB)

#### Họ Styren
- Polystyren (PS)
- Acrylonitrin butadien styren (ABS)
- Styren – Acrylonitrin (SAN)
- Styren – Butadien (SB)

#### Họ Vinyl
- Polyvinyl chloride (PVC)
- Polyvinyl axetat (PVA)
- Etylen – Vinyl axetat (EVA)
- Etylen – Vinyl alcohol (EVOH)

#### Các loại khác
- Polymetyl metacrylat (PMMA)
- Xenlulo

### Nhựa kỹ thuật
- Polyoxymetylen (POM) (Poly acetat)
- Polycacbonat (PC)
- Polyamit (PA) (Nylon)
- Polybutylen terephtalat (PBT)
- Polyetylen terephtalat (PET)